# Linear B
Linear B er betegnelsen for den skrift der fandtes på Knossos omkring 1400-1200 f.Kr. samt på det græske fastland i Mykene, Theben, Pylos og Tiryns.
Linear B ses som afløser for Linear A og anses for at være omkring 500 år ældre end det første klassiske græske skriftsprog, som kendes fra bl.a. Homers skrifter.
Det lykkedes i 1953 den engelske sprogforsker Michael Ventris at tyde Linear B. Michael Ventris byggede på Alice Kobers arbejde. Linear B er en stavelsesskrift, hvert tegn betegner en stavelse.